# Слався, Царице
Salve Regina українською «Слався, Царице» — середньовічний текст однієї з богородичних антифон літургії годин — комплети. Окрім того, «Слався, Царице» — остання молитва вервиці.

## Оригінальний латинський текст
Salve Regina, Mater misericordiae,

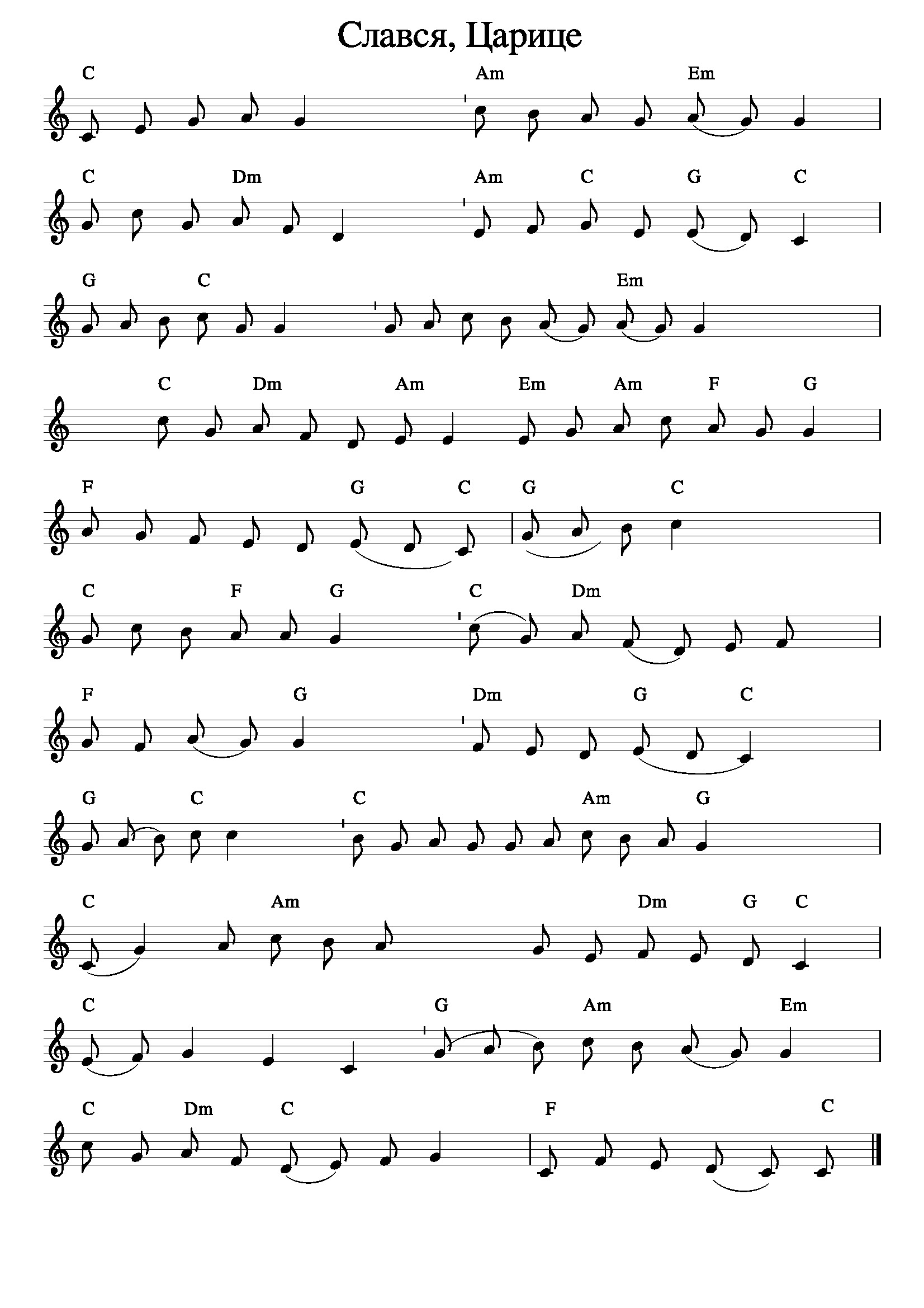
Слався, Царице

vita, dulcedo et spes nostra, salve.

Ad te clamamus exules filii Hevae

Ad te suspiramus gementes et flentes

in hac lacrimarum valle.

Eia ergo, advocata nostra,

illos tuos misericordes oculos ad nos converte.

Et Jesum, benedictum fructum ventris tui,

nobis post hoc exsilium ostende.

O clemens,

o pia,

o dulcis Virgo Maria.

Aleluja! (додається на Воскресіння Христове)

## Український текст
Слався, Царице, Мати милосердя! 

Життя, насолодо і надіє наша, слався! 

До Тебе взиваємо, вигнанці, потомки Єви. 

За Тобою зітхаємо, тужимо і плачемо у цій сліз юдолі. 

Діво, заступнице наша, просимо, милосердні очі зверни на нас. 

Й Ісуса, благословенний плід утроби Твоєї, 

по цім вигнанні покажи нам. 

О ласкава, 

о милосердна, 

о солодка Діво Маріє...